# 鯨魚座BK
鯨魚座BK，又名BD-17 336，HD 11522、SAO 148078、HR 547，是鯨魚座的一颗恒星，视星等为5.8，位于銀經180.42，銀緯-72.52，其B1900.0坐标为赤經1h 48m 3.6s，赤緯-17° -72.52′ 17″。